# Bupleurum stellatum
Il bupleuro stellato (Bupleurum stellatum L., 1753) è una pianta erbacea perenne dai fiori giallognoli poco appariscenti appartenente alla famiglia delle Apiaceae.

## Etimologia
Il nome del genere (“Bupleurum”) deriva da due parole greche : bous e pleuron; che significano rispettivamente : “bue” e “costa”, probabilmente in riferimento alle rigature longitudinali delle foglie di alcune specie del genere. Questo nome venne usato per la prima volta da Ippocrate e quindi ripreso, in tempi relativamente moderni, dal Tournefort e da Linneo. Ma è ad opera del botanico francese Antoine-Laurent de Jussieu (1748-1836) che tale genere venne collocato nella famiglia delle Umbelliferae.

## Descrizione
La forma biologica della pianta è emicriptofita scaposa (H scap) : si tratta quindi di una pianta perennante tramite gemme situate sul terreno e con asse fiorale più o meno privo di foglie.

### Radici
La radice è legnosa e perenne.

### Fusto
- Parte ipogea: consiste in un rizoma legnoso robusto (lungo qualche centimetro) dotato di un colletto con dei residui nerastri delle foglie appassite della stagione precedente.
- Parte epigea: il fusto è eretto per una altezza di 20 – 40 cm ed è glabro.

### Foglie
Le foglie sono tutte semplici.
- Foglie basali: le foglie basali sono riunite in una specie di rosetta ed hanno la forma lanceolata (sono molto più lunghe che larghe) o lineari – spatolate o anche nastriforme con una notevole nervatura centrale. Sono presenti anche delle nervature laterali anastomosate (tipo rete). All'apice sono mucronate o eventualmente arrotondate. Dimensione : lunghezza 15 – 25 cm; larghezza 0,7 – 2 cm.
- Foglie cauline: le foglie cauline sono ovato – lanceolate, più piccole, sessili ed abbraccianti (amplessicauli).

### Infiorescenza
L'infiorescenza è un'ombrella unica (raramente 2 – 3 ombrelle) formata da 3 – 8 raggi avvolti al vertice da un involucro di 2 – 4 grandi brattee (10 – 15 mm per 15 – 25 mm); mentre il fiore vero e proprio è avvolto da diverse (fino ad una decina) bratteole concresciute (nella parte inferiore) e di forma ovale (involucretto a forma di coppa) con apice ottuso e di colore verde chiaro. Dimensione delle ombrelle parziali : 1 – 2 cm.

### Fiori
I fiori sono ermafroditi, attinomorfi e pentameri.
- Calice: il calice è ridotto a 5 dentelli quasi inesistenti.
- Corolla: la corolla si compone di 5 petali giallo – verdastri, interi, corti e un po\' spessi.
- Androceo: gli stami sono 5.
- Gineceo: gli stili sono 2 e sono liberi e divergenti; ovario infero biloculare (composto da 2 celle) con 2 carpelli.
- Fioritura : da luglio ad agosto
- Impollinazione : entomogamia tramite insetti vari.

### Frutti
Il frutto è un achenio (più precisamente diachenio, diviso in due acheni saldati lungo un asse centrale), di forma ovoide con delle coste laterali.

## Distribuzione e habitat
È una specie endemica delle Alpi e della Corsica.
Il suo habitat preferito è fra le rupi o i luoghi sassosi, ma anche in luoghi erbosi asciutti o aridi e sterili o freschi. La specie cresce su substrato siliceo, ma non rifiuta i terreni basici. Cresce da 600 a 2700 m s.l.m.

## Galleria d'immagini

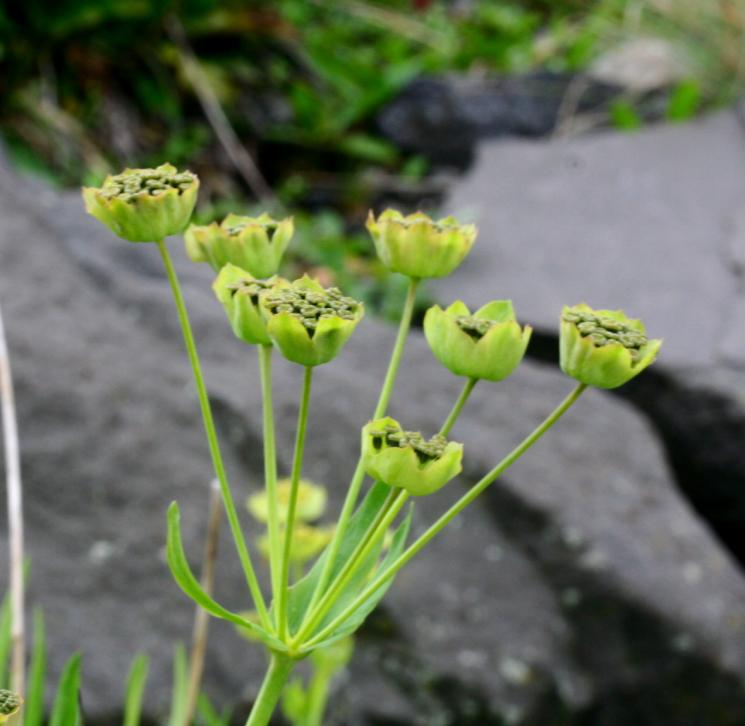
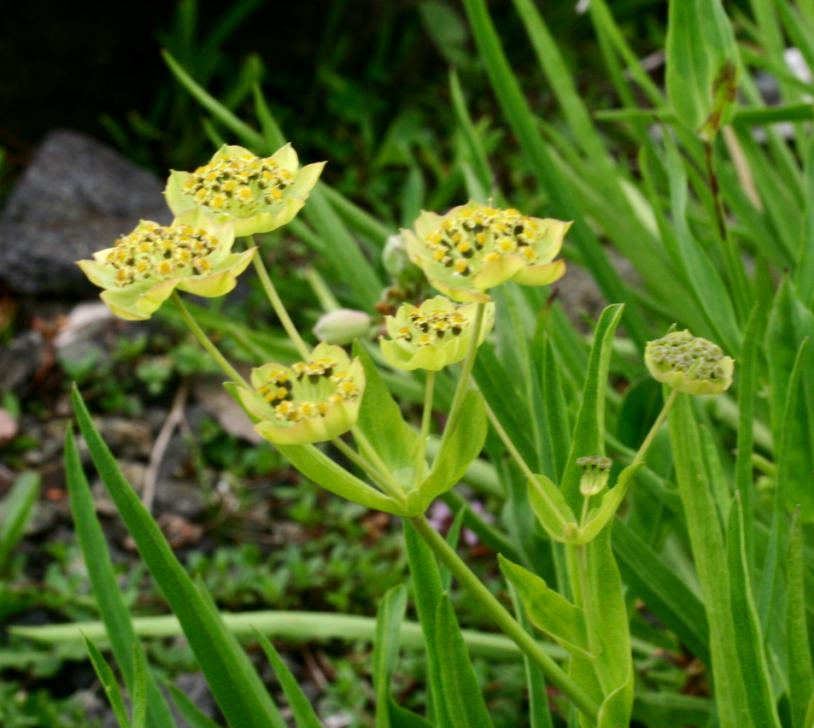

## Specie simili
- Bupleurum petraeum L. – Bupleuro delle rocce : si distingue per le foglie più sottili e meno nervate; le ombrelle sono più grandi (oltre 20 mm); le bratteole non sono concresciute ma libere fino alla base; in Italia è comunque piuttosto rara.